# Lunania mauritii
Lunania mauritii är en videväxtart som beskrevs av Ignatz Urban. Lunania mauritii ingår i släktet Lunania och familjen videväxter. Inga underarter finns listade i Catalogue of Life.